# Jean Besse (polityk)
Jean Besse (ur. 23 października 1943 w Aunay-sur-Odon) – francuski polityk, poseł do Parlamentu Europejskiego II kadencji.

## Życiorys
W młodości grał w koszykówkę w drużynach z Caen w meczach pierwszej i drugiej ligi. Zaangażował się w działalność polityczną w ramach Partii Socjalistycznej. W 1984 uzyskał mandat posła do Parlamentu Europejskiego. Przystąpił do frakcji socjalistycznej, zasiadł w jej władzach.